# Syzygium gardneri
Syzygium gardneri är en myrtenväxtart som beskrevs av George Henry Kendrick Thwaites. Syzygium gardneri ingår i släktet Syzygium och familjen myrtenväxter. Inga underarter finns listade i Catalogue of Life.